# أودو محمد
أودو محمد (بالإنجليزية: Audu Mohammed)‏ هو لاعب كرة قدم نيجيري، ولد في 30 أبريل 1985 في لاغوس في نيجيريا. لعب مع بنيارول.

## وصلات خارجية
- أودو محمد على موقع قاعدة بيانات كرة القدم.إي يو (الإنجليزية)